# كورنيليوس والش
كورنيليوس والش (بالإنجليزية: Cornelius Walsh)‏ هو سياسي أمريكي، ولد في 1817، وتوفي في 20 سبتمبر 1879. حزبياً، نشط في الحزب الجمهوري.